# Arctotherium
Genre
Arctotherium est un genre éteint de mammifères de la famille des Ursidés qui vivait en Amérique du Sud pendant le Pléistocène, il y entre 1,2 million d'années et 11 000 ans.
Il avait une taille de 1,80 m de haut et 2,30 m de long, pour un poids d'une tonne. C'était l'un des plus grands prédateurs terrestres, capable de tuer des megatheriums, des toxodons et des macrauchenia. Arctotherium avait des prédateurs rivaux comme Smilodon, Canis dirus ou encore Arctodus simus.

## Liste des sous-genres et espèces
Selon Paleobiology Database (16 février 2021) :
- sous-genre † Arctotherium (Arctotherium) Bravard, 1857
  - espèce † Arctotherium (Arctotherium) bonariense (Gervais, 1852)
- sous-genre † Arctotherium (Pararctotherium) Ameghino, 1904 
  - espèce † Arctotherium (Pararctotherium) brasiliense Lund, 1838
  - espèce † Arctotherium (Pararctotherium) enectum Ameghino, 1904
  - espèce † Arctotherium (Pararctotherium) pamparum Ameghino, 1904
- espèce † Arctotherium brasiliensis Lund, 1804
- espèce † Arctotherium tarijense Ameghino, 1902
- espèce † Arctotherium wingei Ameghino, 1902